# Auctoritas
Auctoritas ist ein römischer Wertbegriff und spielte in der Politik der römischen Republik (aber auch danach) eine bedeutende Rolle. Die beste Umschreibung ist „Würde“, „Ansehen“, „Einfluss“. Die auctoritas wirkte überall dort als regulierende Entscheidungsgrundlage, wo keine juristischen Vorschriften vorhanden waren.
Auctoritas konnte sowohl Einzelpersonen als auch einem Kollektiv zukommen. Hier ist unter anderem die auctoritas senatus des römischen Senats zu nennen.
Gerade in einer hierarchischen, stark meritokratisch geprägten Gesellschaft wie der römischen kam der auctoritas eine besondere Bedeutung zu. Charakteristisch dabei ist, dass ohne eine formaljuristische Berechtigung politische Entscheidungen „nahegelegt“ wurden und diese „Ratschläge“ in aller Regel akzeptiert wurden. Auctoritas war daher wichtig für die Legitimität politischen und sozialen Handelns. So schrieb Augustus, der erste Kaiser, in seinem Tatenbericht über die Grundlage seiner Macht: „Nach dieser Zeit [27 v. Chr.] überragte ich an Ansehen/Einfluss [auctoritas] alle, an formaler Gewalt [potestas] besaß ich jedoch nicht mehr als die anderen, die jeweils meine Kollegen im Amt waren“ (Res Gestae 34). Zwar war diese Aussage faktisch inkorrekt, da Augustus und die späteren Kaiser sehr wohl auch formal Ausnahmegewalten besaßen, die sie über alle anderen Amtsträger stellten. Dennoch steht der Begriff der auctoritas im Zentrum der Prinzipatsideologie.
Rezipiert und weiterentwickelt wurde der römische Rechtsbegriff der auctoritas in der Spätantike und im Frühmittelalter von der christlichen Theologie sowie in den Königsurkunden des Fränkischen Reiches. Während zum ursprünglichen antik-römischen Verständnis von auctoritas zahlreiche Forschungsarbeiten vorliegen, hat die frühmittelalterliche Verwendung das Begriffs bisher wenig Beachtung gefunden. Einen Vorstoß zur systematischen Erfassung der Bedeutung von auctoritas im Frühmittelalter hat 2019 Kim Alings unternommen.
Auch im späteren Mittelalter wurde der Begriff noch gebraucht. Aus dem lateinischen Terminus auctoritas entwickelte sich im Deutschen das Wort Autorität.